# Neue Zeitschrift für Miet- und Wohnungsrecht
Die Neue Zeitschrift für Miet- und Wohnungsrecht (NZM) ist eine juristische Fachzeitschrift, die sich mit den Themenkreisen Miete, Wohnungseigentum, Makler- und Bauträgerrecht, Steuern, Versicherung und Wohnungswirtschaft beschäftigt.

## Geschichte
Juristische Zeitschriften werden im Verlag C. H. Beck seit 1851 herausgebracht. Ende der 1970er Jahre kam der Verlag angeregt durch Hermann Weber zu der Markteinschätzung, dass eine sich immer mehr ausdifferenzierende Rechtsprechung es erfordere, für zentrale Rechtsgebiete Fachzeitschriften zu verlegen. Der Verlag entwickelte deshalb ab 1980 zusätzlich zu der von ihm seit 1872 verlegten Neuen Juristischen Wochenschrift (NJW) Spezialzeitschriften. Im Bereich des Miet- und Wohnungseigentumsrechts einschließlich der Nebengebiete wurde dazu 1996 der NJW-Entscheidungsdienst Miet- und Wohnungsrecht (NJWE-MietR) ins Leben gerufen. Der Verlag knüpfte damit an das von ihm in den 1930er Jahren verlegte Deutsche Wohnungsarchiv, das kriegsbedingt eingestellt werden musste, an. Aus dem NJWE-MietR wurde dann 1998 die NZM mit von Beginn an vierzehntäglichem Erscheinen entwickelt. Regelmäßig erscheinen Schwerpunkthefte zu bestimmten Themen, wie etwa dem Wohnungseigentumsrecht, sowie Zusammenfassungen des kürzlich erschienenen mietrechtlichen Schrifttums. Alle Beiträge sind auch über die Datenbank Beck-online abrufbar.

## Redaktion und Herausgeber

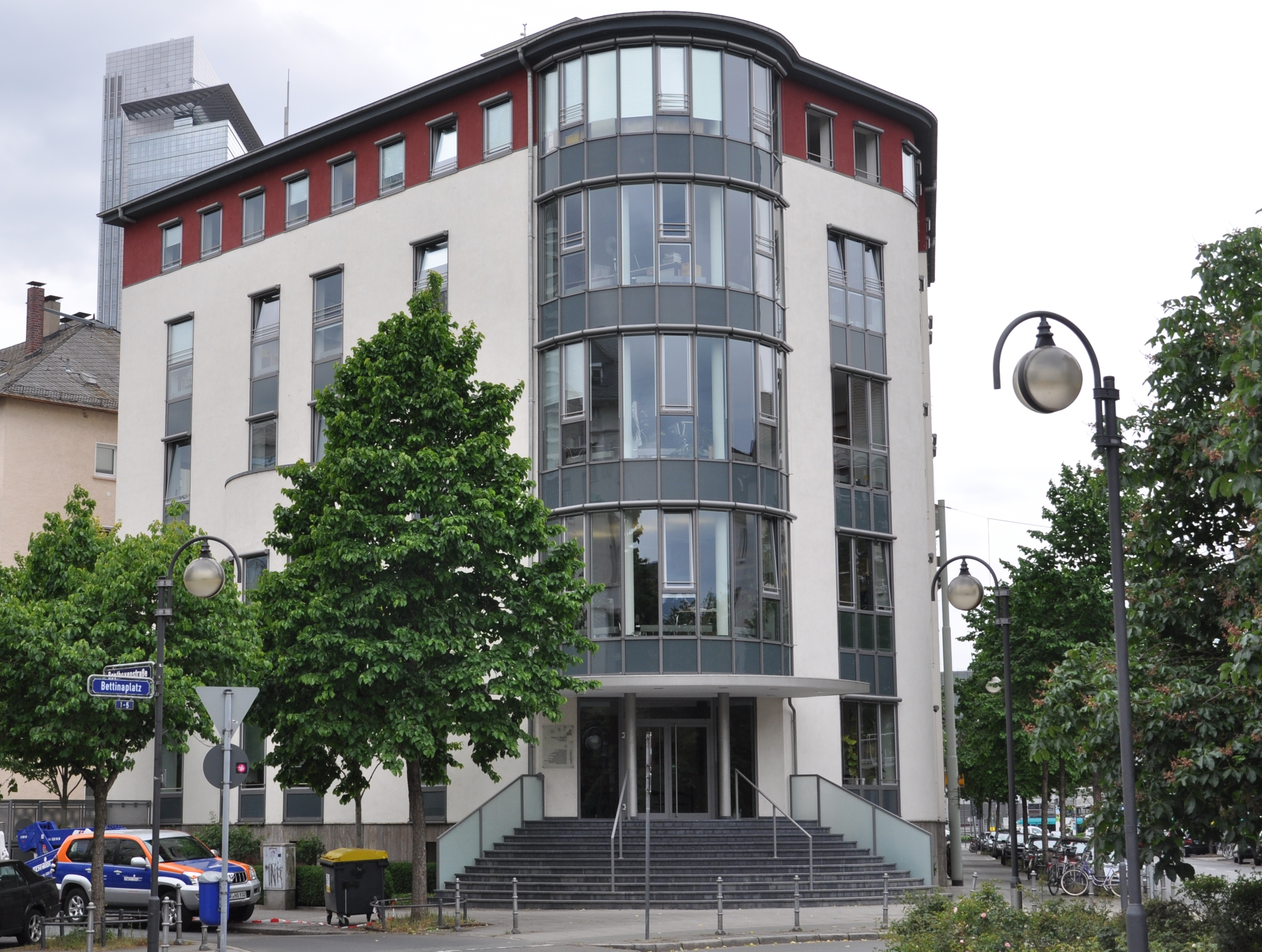
Sitz der NZM-Redaktion in der Beethovenstraße 7b, Frankfurt am Main

In der Startphase nach ihrer Gründung wurde NZM durch eine Außenredaktion mit dem Kölner Rechtsanwalt Klaus Plönes als Schriftleiter geleitet. Noch im Jahr 1998 wurde die (im Verlag traditionell als Schriftleitung bezeichnete) Redaktion jedoch nach Frankfurt am Main verlegt, um eine bessere inhaltliche Koordination mit der dort ansässigen NJW zu erreichen. Mit der Sitzverlegung wurde der Frankfurter Rechtsanwalt Andreas Kappus Chefredakteur.
Zu den die Redaktion fachlich unterstützenden Herausgebern gehören u. a. Markus Artz (Bielefeld), Ulf Börstinghaus (Gelsenkirchen), Michael Drasdo (Neuss), Jürgen Herrlein (Frankfurt am Main) und Elmar Streyl (Mönchengladbach).